# Ministrowie energii (Polska)
Poniższa tabela przedstawia kierowników Ministerstwa Energii i jednostek administracji będących jego prawnymi następcami lub urzędami o analogicznych kompetencjach.

## Lista ministrów
| Lp.                                            | Zdjęcie                                                              | Imię i nazwisko (partia polityczna)               | Objęcie urzędu                               | Złożenie urzędu                              | Długość urzędowania                          | Rząd                                        |
| ---------------------------------------------- | -------------------------------------------------------------------- | ------------------------------------------------- | -------------------------------------------- | -------------------------------------------- | -------------------------------------------- | ------------------------------------------- |
| Minister Górnictwa i Energetyki                |                                                                      |                                                   |                                              |                                              |                                              |                                             |
| 1.                                             |                                                                      | Ryszard Nieszporek (PZPR) (ur. 1908, zm. 1985)    | 22 IV 1949                                   | 7 III 1950                                   | 319 dni                                      | Pierwszy rząd Józefa Cyrankiewicza          |
| Minister Energetyki                            |                                                                      |                                                   |                                              |                                              |                                              | Pierwszy rząd Józefa Cyrankiewicza          |
| 2.                                             |                                                                      | Bolesław Jaszczuk (PZPR) (ur. 1913, zm. 1990)     | 23 II 1952                                   | 7 VII 1956                                   | 1596 dni                                     | Pierwszy rząd Józefa Cyrankiewicza          |
| 2.                                             | Rząd Bolesława Bieruta i Józefa Cyrankiewicza                        | Bolesław Jaszczuk (PZPR) (ur. 1913, zm. 1990)     | 23 II 1952                                   | 7 VII 1956                                   | 1596 dni                                     |                                             |
| Minister Górnictwa i Energetyki od 5 IV 1957   | Minister Górnictwa i Energetyki od 5 IV 1957                         | Minister Górnictwa i Energetyki od 5 IV 1957      | Minister Górnictwa i Energetyki od 5 IV 1957 | Minister Górnictwa i Energetyki od 5 IV 1957 | Minister Górnictwa i Energetyki od 5 IV 1957 | Drugi rząd Józefa Cyrankiewicza             |
| 3.                                             |                                                                      | Franciszek Waniołka (PZPR) (ur. 1912, zm. 1971)   | 27 II 1957                                   | 27 VII 1959                                  | 880 dni                                      | Drugi rząd Józefa Cyrankiewicza             |
| 4.                                             |                                                                      | Jan Mitręga (PZPR) (ur. 1917, zm. 2007)           | 27 VII 1959                                  | 24 IX 1974                                   | 5538 dni                                     | Drugi rząd Józefa Cyrankiewicza             |
| 4.                                             | Trzeci rząd Józefa Cyrankiewicza                                     | Jan Mitręga (PZPR) (ur. 1917, zm. 2007)           | 27 VII 1959                                  | 24 IX 1974                                   | 5538 dni                                     |                                             |
| 4.                                             | Czwarty rząd Józefa Cyrankiewicza                                    | Jan Mitręga (PZPR) (ur. 1917, zm. 2007)           | 27 VII 1959                                  | 24 IX 1974                                   | 5538 dni                                     |                                             |
| 4.                                             | Rząd Józefa Cyrankiewicza i Piotra Jaroszewicza                      | Jan Mitręga (PZPR) (ur. 1917, zm. 2007)           | 27 VII 1959                                  | 24 IX 1974                                   | 5538 dni                                     |                                             |
| 4.                                             | Rząd Piotra Jaroszewicza                                             | Jan Mitręga (PZPR) (ur. 1917, zm. 2007)           | 27 VII 1959                                  | 24 IX 1974                                   | 5538 dni                                     |                                             |
| 5.                                             |                                                                      | Jan Kulpiński (PZPR) (ur. 1922)                   | 24 IX 1974                                   | 27 III 1976                                  | 550 dni                                      |                                             |
| Minister Energetyki i Energii Atomowej         |                                                                      |                                                   |                                              |                                              |                                              |                                             |
| 6.                                             |                                                                      | Andrzej Szozda (PZPR) (ur. 1932, zm. 2020)        | 27 III 1976                                  | 9 VIII 1979                                  | 1230 dni                                     | Rząd Piotra Jaroszewicza i Edwarda Babiucha |
| 7.                                             |                                                                      | Zbigniew Bartosiewicz (PZPR) (ur. 1932, zm. 2002) | 9 VIII 1979                                  | 3 VII 1981                                   | 694 dni                                      | Rząd Piotra Jaroszewicza i Edwarda Babiucha |
| 7.                                             | Rząd Edwarda Babiucha, Józefa Pińkowskiego i Wojciecha Jaruzelskiego | Zbigniew Bartosiewicz (PZPR) (ur. 1932, zm. 2002) | 9 VIII 1979                                  | 3 VII 1981                                   | 694 dni                                      |                                             |
| Minister Górnictwa i Energetyki od 10 VII 1981 |                                                                      |                                                   |                                              |                                              |                                              |                                             |
| 8.                                             |                                                                      | Czesław Piotrowski (PZPR) (ur. 1926, zm. 2005)    | 3 VII 1981                                   | 29 IX 1986                                   | 1914 dni                                     |                                             |
| 8.                                             | Rząd Zbigniewa Messnera                                              | Czesław Piotrowski (PZPR) (ur. 1926, zm. 2005)    | 3 VII 1981                                   | 29 IX 1986                                   | 1914 dni                                     |                                             |
| 9.                                             |                                                                      | Jan Szlachta (PZPR) (ur. 1940, zm. 1993)          | 29 IX 1986                                   | 24 X 1987                                    | 390 dni                                      |                                             |
| Minister Energii                               |                                                                      |                                                   |                                              |                                              |                                              |                                             |
| 10.                                            |                                                                      | Krzysztof Tchórzewski (PiS) (ur. 1950)            | 1 XII 2015                                   | 15 XI 2019                                   | 1445 dni                                     | Rząd Beaty Szydło                           |
| 10.                                            | Pierwszy rząd Mateusza Morawieckiego                                 | Krzysztof Tchórzewski (PiS) (ur. 1950)            | 1 XII 2015                                   | 15 XI 2019                                   | 1445 dni                                     |                                             |
| Minister Energii                               |                                                                      |                                                   |                                              |                                              |                                              |                                             |
| 11.                                            |                                                                      | Miłosz Motyka (PSL) (ur. 1992)                    | 24 VII 2025                                  | nadal                                        | 5 dni                                        | Trzeci rząd Donalda Tuska                   |